# Exotheca paniculata
Exotheca paniculata là một loài thực vật có hoa trong họ Hòa thảo. Loài này được Walpers ex Radlk. mô tả khoa học đầu tiên.